# Battistero di San Giovanni in Fonte (Napoli)
Il battistero di San Giovanni in Fonte è un battistero paleocristiano di Napoli.
È situato a destra dell'abside della cattedrale più antica, la basilica di Santa Restituta, anch'essa oggi collegata come cappella all'attuale cattedrale di Santa Maria Assunta.
Si tratta di un piccolo locale cui si accede tramite una porta lungo la navata laterale destra della basilica.

## Storia
La Cronaca di Santa Maria del Principio attribuisce la costruzione del battistero all'imperatore Costantino, contemporaneamente alla basilica di Santa Restituta. La costruzione del battistero è attribuita al vescovo Severo, il dodicesimo della cronotassi episcopale partenopea (362-408), oppure al vescovo Sotero (465 - 468), o al vescovo Vincenzo (554 - 578), poiché il Chronicon episcoporum neapolitanae ecclesiae riferisce che entrambi edificarono un battistero "intus Episcopio". I resti dell'edificio sono datati al IV secolo, con rimaneggiamenti nel V.

## Descrizione

### Architettura

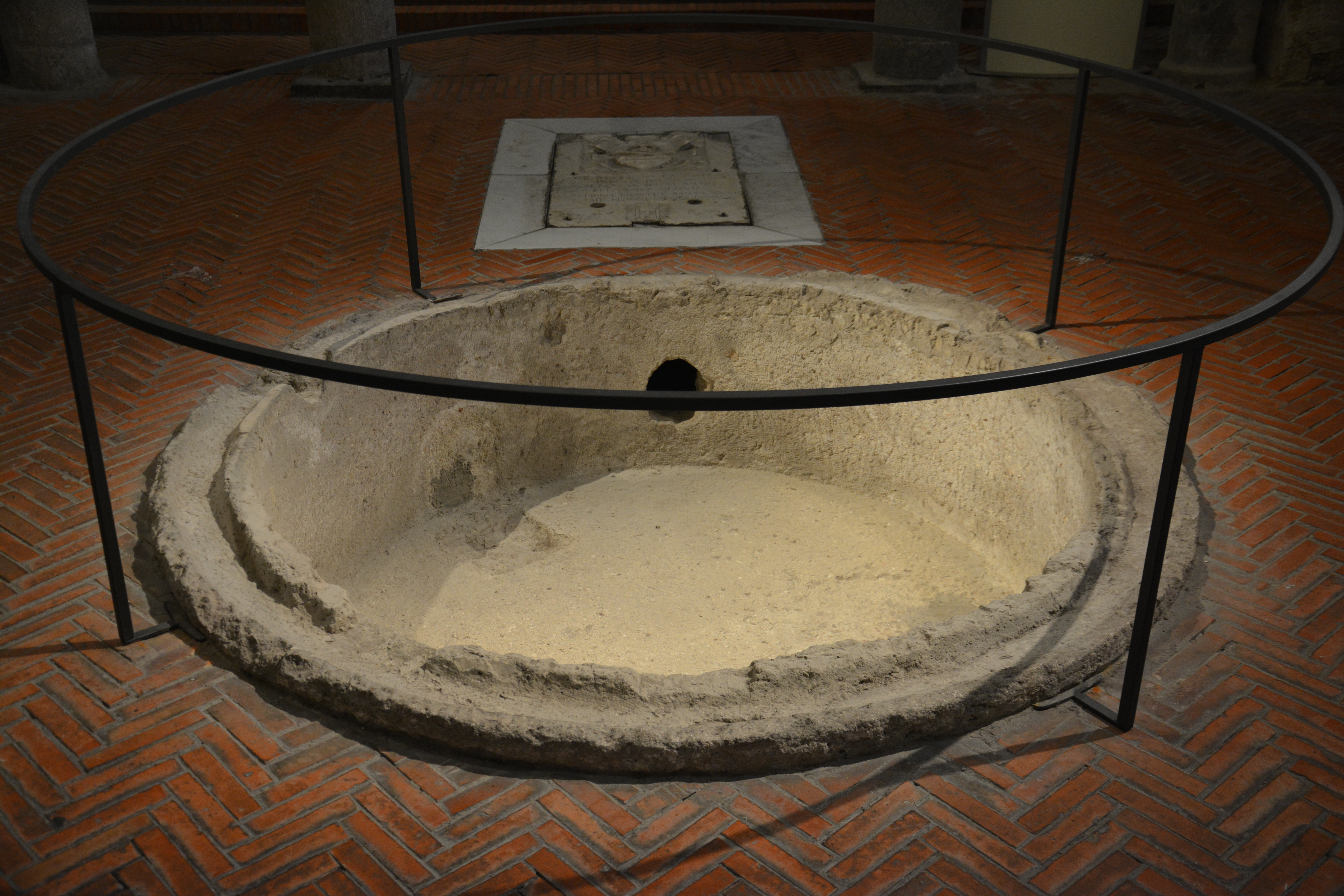
La vasca battesimale

L'edificio battesimale è costituito da piccoli conci di tufo e si compone di due parti ineguali: la sala battesimale propriamente detta, a pianta quadrata (lato di 7,60 m) e collegata con la basilica di Santa Restituta sul lato sud, ed un portico rettangolare (4,80 x 6,25 m) sul lato nord, separato dalla sala tramite quattro sottili colonne e coperto da una bassa volta.
Il porticato presenta due aperture, di cui una si affaccia sulla sala battesimale e porta al palazzo episcopale, l'altra conduce in una sala della curia diocesana. 
La porta, all'opposto dell'ingresso attuale, corrisponde all'entrata in uso prima dell'epoca angioina. Il pavimento del portico è in mattoni. Le quattro identiche colonne che marcano il passaggio tra i due locali non sono equidistanti tra loro e presentano fusti privi di base, sormontati da quattro semplici capitelli a cubo ornati da croci monogrammatiche con l'alpha e l'omega.
La sala battesimale è addossata sul lato ovest all'abside della basilica di Santa Restituta, mentre sulla parete est è aperta una finestra. Sul lato sud una porta aperta nel 1647 permette l'accesso alla sala dalla navata destra della basilica. L'ambiente è coperto da una cupola con calotta estradossata, che si imposta su pennacchi a tromba; il passaggio tra il quadrato e il cerchio alla base della cupola avviene tramite un tamburo ottagonale. 
Quattro lati dell'ottagono presentano una superficie piana e scendono perpendicolarmente sul quadrato inferiore, gli altri quattro lati del tamburo, corrispondenti ai quattro angoli della sala, sono circolari, come delle nicchie angolari, basse, coniche e voltate come absidiole. 	
In origine la sala battesimale doveva costituire un edificio a sé, non connesso alla basilica, il cui pavimento si trova ad un livello più alto. Le originarie porte di accesso si aprivano sul lato occidentale, e quattro finestre si aprivano sul tamburo ottagonale della cupola. Il portico rappresenta un'aggiunta successiva. La cortina muraria delle pareti est e nord mostra segni di numerose modificazioni.
La vasca battesimale, un tempo rivestita di marmo, si trova al centro della sala.

### Mosaici

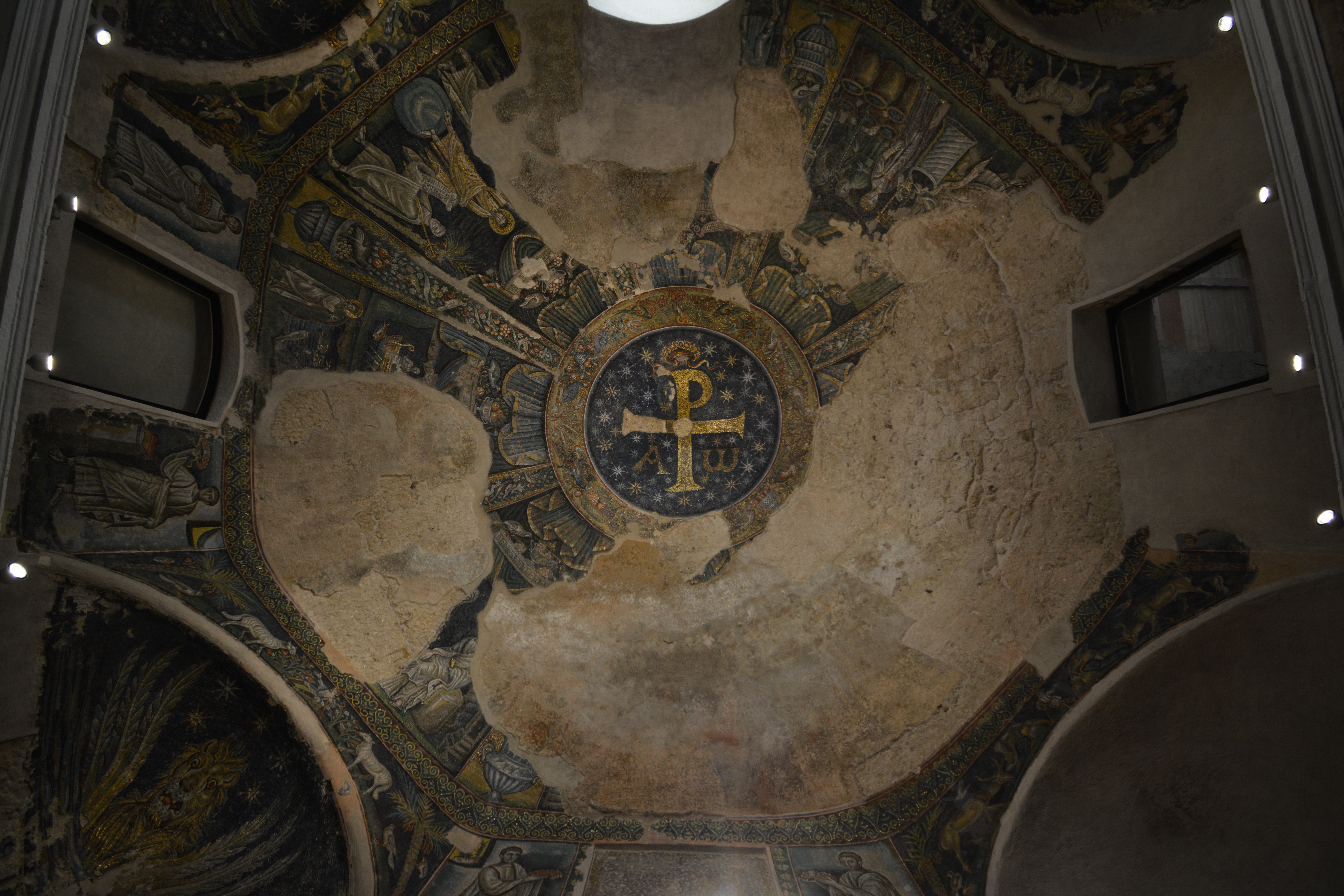
Il mosaico della volta

La volta e il tamburo del battistero erano ricoperti di mosaici datati al V secolo e realizzati da artisti locali. Lo sfondo presenta una tonalità predominante di blu turchese e verde, con parti in oro. Ne sono rimaste alcune scene, in parte frammentarie, che ricordano ancora molto la tradizione classica, sebbene siano dedicate a diverse Storie Testamentarie legate al rito del battesimo.
La calotta della volta è decorata con un cielo punteggiato da stelle d'oro, bianche e blu, a otto raggi, di ineguale grandezza, e sul quale si staglia il monogramma di Cristo (Chrismon) tra le lettere alfa e omega. Al di sopra della croce compare la mano di Dio che regge una corona di alloro annodata da due nastri le cui estremità svolazzano a destra e sinistra. 
La cornice a fondo d'oro che circonda la calotta è decorata di rami, palme, canestri di frutta sui quali si posano uccelli di vario genere, tra cui pavoni, fagiani, pernici, pappagalli. Su un piccolo poggio tra due palme è appollaiata la fenice nimbata. Da questa bordura ricade una drapperia blu con filetti dorati e otto ghirlande di fogliame, frutti e uccelli, nascenti da cantari ansati, di cui ne rimane solo una per intero. Queste ghirlande ospitano all'interno scene bibliche, di cui ne rimangono quattro, raffiguranti: la Traditio legis, la samaritana e le nozze di Cana, la pesca miracolosa o Pietro che cammina sulle acque e le pie donne al sepolcro.
In piedi su un globo blu, il Cristo barbato e nimbato porge a Pietro con la mano destra un rotolo svolto sul quale si legge «Dominus legem dat». A destra Pietro avanza verso il Cristo e si tende per ricevere il dono, con le mani coperte per rispetto dai lembi del pallio e porta sulla spalla destra una croce monogrammatica. Dietro di lui si vede una palma. L'altro lato della scena è praticamente distrutto: non rimane che il piede e la parte inferiore dell'abito di Paolo, così come la base della seconda palma. 
La samaritana e le nozze di Cana
In un altro scomparto due scene della vita del Cristo sono giustapposte: l'incontro con la samaritana al pozzo e il miracolo di Cana. A sinistra del pozzo è seduto il Cristo. La testa e le spalle sono scomparse, ma rimane il braccio destro disteso al di sopra del pozzo verso il secchio retto dalla samaritana. La samaritana è in piedi, di faccia, il peso del corpo sostenuto dalla gamba destra, la gamba sinistra flessa e il ginocchio sinistro sporge dall'abito. Nella mano destra solleva un piccolo secchio come per offrire da bere al Cristo. Il braccio sinistro ricade lungo il corpo. Dietro di lei sono disposte su due ranghi sei giare, le prime più piccole delle seconde, contro le leggi della prospettiva. Sul piano arretrato due servitori portano sulla spalla destra ciascuno un'anfora di cui versano il contenuto in una giara. 
La pesca miracolosa o Pietro che cammina sulle acque

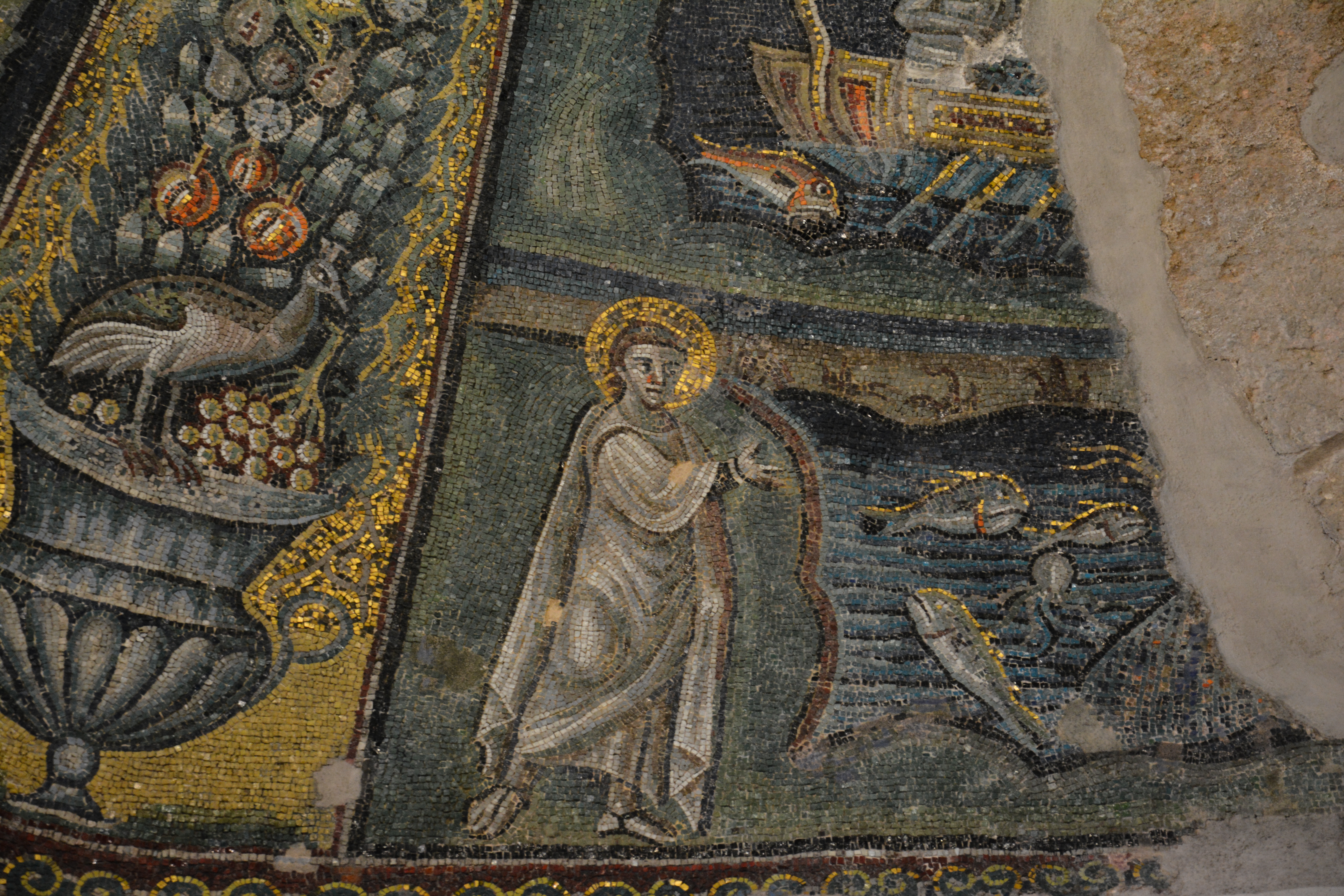
Il mosaico della pesca miracolosa o Pietro che cammina sulle acque

A destra della Traditio legis rimane una scena incompleta, con un uomo in piedi, nimbato, girato a destra. Davanti a lui un mare dove si vedono dei pesci. Sopra, si distingue un uomo in una barca. Gli archeologi ritengono che si tratti della pesca miracolosa, o di Pietro salvato dalle acque da Gesù o ancora una combinazione tra le due scene. Una terza ipotesi può essere formulata, ed è quella che l'artista abbia voluto rappresentare la chiamata di Pietro e Andrea, come a Sant'Apollinare Nuovo.
Le pie donne al sepolcro
Un personaggio in sandali, tunica clavata e pallio è seduto su una pietra e tiene nella mano sinistra un volume. Dietro di lui, si vede il basamento di un edificio. Gli archeologi sono d'accordo nel riconoscere in questo personaggio l'angelo assiso sulla tomba. Le pie donne che gli si avvicinavano sono sparite quasi completamente, rimane solo il volto di una e parte del capo coperto da un velo di un'altra. 
Nelle nicchie concave angolari del tamburo sono rappresentati i quattro simboli degli evangelisti. L'aquila è sparita, il bue si distingue appena, ma l'angelo e il leone sono intatti. Tutti e due sono muniti di tre paia d'ali conformemente al testo dell'Apocalisse di Giovanni. Non hanno il nimbo, ma ai lati del loro capo sono disposte cinque stelle. Il leone è visto di faccia, gli occhi brillanti, la gola aperta come per ruggire. L'angelo, di tre quarti, il viso leggermente girato a destra, ma lo sguardo diretto a sinistra, ha un'espressione dura, così come il bue, che guarda fisso il visitatore.
Sugli archi delle nicchie si vedono due piccoli pastori, seduti di sbieco. Verso l'uno si dirigono due pecore, verso l'altro due cervi che vanno a bere alla sorgente di vita. Colombe e palme completano la scena. Altri due pastori contrapposti, portano in spalla animali del loro gregge. 
Nei pannelli intermedi si vedono quattro personaggi in piedi, in tunica e pallio, che tengono corone. Le loro pose differiscono sensibilmente l'una dall'altra: uno di loro innalza la sua corona con la mano destra e nello stesso tempo anche un lembo del suo pallio.